# 꼬마부리고래
꼬마부리고래 또는 피그미부리고래(Mesoplodon peruvianus)는 부리고래과 이빨부리고래속에 속하는 가장 작은 고래이자 가장 최근에 발견된 고래의 일종이다. 반돌레로부리고래, 페루부리고래, 작은부리고래 등으로도 불린다. 초기 분류 전에 Mesoplodon sp. A로 명명된 미확인 부리고래가 최소 20여 마리가 있었으며, 이제는 그 고래들이 이 종의 이명으로 믿어진다. 이 종은 모식 표본인 몸길이 3.7m의 성숙한 수컷 고래를 포함하여, 1976년과 1989년 사이에 페루에서 발견된 10마리의 표본을 통해 1991년에 공식적으로 기술되었다. 1955년 페루 파라카스에 좌초한 고래(처음에는 임시로 앤드류부리고래로 명명)는 나중에 꼬마부리고래로 확인되었다. 1987년 이후 40마리가 더 발견되었으며, 2001년 현재 65마리까지 확인되었다.

## 같이 보기
- 고래류의 종 목록